# Municipio Fernández Alonso
Das Municipio Fernández Alonso (auch: Fernández Alonzo) ist ein Verwaltungsbezirk im Departamento Santa Cruz im Tiefland des südamerikanischen Anden-Staates Bolivien.

## Lage im Nahraum
Das Municipio Fernández Alonso ist eines von fünf Municipios in der Provinz Obispo Santistevan. Es grenzt im Nordwesten und Westen an das Municipio San Pedro, im Südwesten und Süden an das Municipio Mineros und im Osten und Nordosten an die Provinz Ñuflo de Chávez. Es erstreckt sich von Westen nach Osten bis zu 30 Kilometer und von Norden nach Süden bis zu 35 Kilometer.
Der zentrale Ort des Municipios ist die Kleinstadt Fernández Alonso mit 5273 Einwohnern (Volkszählung 2012) im südlichen Teil des Municipios; die zweitgrößte Ortschaft ist Chané Independencia mit 2612 Einwohnern.

## Geographie
Das Municipio Fernández Alonso liegt im tropischen Feuchtklima vor dem Ostrand der Anden-Gebirgskette der Cordillera Oriental. Die Region ist erst in den letzten Jahrzehnten erschlossen worden und war vor der Kolonisierung von Monsunwald bedeckt, ist heute aber größtenteils Kulturland.
Die mittlere Durchschnittstemperatur der Region liegt bei knapp 25 °C (siehe Klimadiagramm San Pedro), die Monatsdurchschnittswerte schwanken zwischen 21 °C im Juni/Juli und 26 bis 27 °C von Oktober bis März. Der Jahresniederschlag beträgt fast 1500 mm, die Monatsniederschläge sind ergiebig und liegen zwischen 50 mm im Juli und 250 mm im Januar.

## Bevölkerung
Die Einwohnerzahl des Municipios war zwischen 1992 und 2012 um zwei Drittel angestiegen, stagniert danach aber:
| Jahr | Einwohner | Quelle       |
| ---- | --------- | ------------ |
| 1992 | 8.292     | Volkszählung |
| 2001 | 11.363    | Volkszählung |
| 2012 | 15.117    | Volkszählung |
| 2024 | 14.625    | Volkszählung |

Die Bevölkerungsdichte bei der letzten Volkszählung von 2024 betrug 18,3 Einwohner/km².
93,5 Prozent der Bevölkerung sprechen Spanisch, 45,1 Prozent sprechen Quechua, 3,3 Prozent Guaraní und 0,7 Prozent Aymara.
Die Säuglingssterblichkeit war von 9,7 Prozent (1992) auf 7,0 Prozent im Jahr 2001 zurückgegangen, der Alphabetisierungsgrad bei den über 6-Jährigen von 75,0 Prozent (1992) auf 85,4 Prozent angestiegen.
50,6 Prozent der Bevölkerung haben keinen Zugang zu Elektrizität, 19,7 Prozent leben ohne sanitäre Einrichtung. (2001)
71,3 Prozent der 2032 Haushalte besitzen ein Radio, 37,1 Prozent einen Fernseher, 81,1 Prozent ein Fahrrad, 10,8 Prozent ein Motorrad, 15,4 Prozent ein Auto, 23,1 Prozent einen Kühlschrank, und 3,2 Prozent ein Telefon. (2001)

## Politik
Ergebnis der Regionalwahlen (concejales del municipio) vom 4. April 2010:
| Wahl- berechtigte |  | Wahl- beteiligung | gültige Stimmen |  | MAS-IPSP | ASIP   | FA     | MSM    |
| ----------------- |  | ----------------- | --------------- |  | -------- | ------ | ------ | ------ |
| 5.236             |  | 4.395             | 3.646           |  | 1.467    | 924    | 747    | 508    |
|                   |  | 83,9 %            | 83,0 %          |  | 40,2 %   | 25,3 % | 20,5 % | 13,9 % |

Ergebnis der Regionalwahlen (elecciones de autoridades políticas) vom 7. März 2021:
| Wahl- berechtigte |  | Wahl- beteiligung | gültige Stimmen |  | MAS-IPSP | CREEMOS | ASIP   | UNIDOS | SOL    | MNR    |
| ----------------- |  | ----------------- | --------------- |  | -------- | ------- | ------ | ------ | ------ | ------ |
| 7.550             |  | 6.453             | 5.982           |  | 4.208    | 1.415   | 174    | 124    | 37     | 24     |
|                   |  | 85,47 %           | 92,70 %         |  | 70,34 %  | 23,65 % | 2,91 % | 2,07 % | 0,62 % | 0,40 % |

## Gliederung
Das Municipio Fernández Alonso ist nicht weiter in Kantone (cantones) unterteilt. Auf Grund der Teilung des ursprünglichen Municipios Mineros in die Municipios Mineros, Fernández Alonso und San Pedro liegen für 2001 keine abgesicherten Daten über die Anzahl der Unterkantone (vicecantones) und Ortschaften (localidades) vor.

## Ortschaften im Municipio Fernández Alonso
- Fernández Alonso 5273 Einw. – Chane Independencia 2612 Einw. – Chané Magallanes 686 Einw. – Aguahí 542 Einw. – Cuatro Ojitos 336 Einw.